# Inbiomyia exul
Inbiomyia exul är en tvåvingeart som beskrevs av William Russel Buck 2006. Inbiomyia exul ingår i släktet Inbiomyia och familjen Inbiomyiidae. Inga underarter finns listade i Catalogue of Life.